# 基督教社會人民黨 (列支敦士登)
基督教社會人民黨（德語：Christlich-Soziale Volkspartei，縮寫），又常簡稱為人民黨（德語：Volkspartei，縮寫），是一個曾存在於列支敦士登的社會自由主義政黨。該黨在高地選區較為受歡迎，並支持與瑞士加強聯繫，而不是奧地利。政黨成立於1918年，是列支敦士登歷史上最早成立的兩個政黨之一，與列支敦士登進步公民黨（FBP）同年成立。1936年，該政黨與列支敦士登國土服務團合併，組成愛國聯盟。

## 歷史

### 成立與政變
該黨的起源可追溯至律師及政治人物威廉·貝克於1914年組織的反對派團體。當時他透過《上萊茵新聞報》對當時由萊奧波德·冯·因霍夫男爵領導的政府提出批評。1918年2月，該黨正式成立，源自工會運動的分支。在1918年列支敦士登大選中，基督教社會人民黨首次參選，並在議會的12個議席中贏得5席。
1918年11月，該黨發動一場事實上的政變，迫使因霍夫政府辭職，人民黨成員馬丁·里特領導的臨時執行委員會接管政權，他亦成為首位本地出身的列支敦士登政府首腦。

### 政治理念與發展
人民黨主張推動民主改革及進步社會政策，同時亦支持君主立憲制度。由於其民主取向及社會自由主義立場，加上政黨顏色，黨員常被反對者貶稱為「紅色分子」。
1922年大選後，該黨首次掌權，由古斯塔夫·舍德勒出任首相，威廉·貝克擔任議會議長，並一直執政至1928年大選落敗為止。1928年，舍德勒內閣的主要成員挪用列支敦士登國家銀行的資金用於各種投機交易，導致政黨陷入貪污醜聞，黨主席安東·華爾澤更是貪污的核心人物，最終君主約翰二世勒令政府總辭，並提前舉行選舉，該黨的公信力亦因此大受打擊。
1935年，人民黨與列支敦士登國土服務團（LHD）組成聯盟，名為「國家反對派」，並提出引入比例代表制的倡議。不過，1935年就選舉制度進行的公投最終以微弱的票數差被否決。為在1936年大選前整合反對派力量，人民黨與祖國服務團於1936年1月1日合併，成立愛國聯盟。兩黨的報章亦合併，人民黨黨報《列支敦士登新聞報》解散，成立《列支敦士登祖國報》。

## 選舉表現
| 選舉      | 領導者          | 表現    | 表現 | 排位    | 地位       |
| 選舉      | 領導者          | 席位    | +/–  | 排位    | 地位       |
| --------- | --------------- | ------- | ---- | ------- | ---------- |
| 1918年    | 威廉·貝克       | 5 / 15  | 新   | 第2位   | 反對派     |
| 1922年    | 古斯塔夫·舍德勒 | 11 / 15 | ▲ 6  | ▲ 第1位 | 多數派政府 |
| 1926年1月 | 古斯塔夫·舍德勒 | 9 / 15  | ▼ 2  | ━ 第1位 | 多數派政府 |
| 1926年4月 | 古斯塔夫·舍德勒 | 9 / 15  | ━ 0  | ━ 第1位 | 多數派政府 |
| 1928年    | 古斯塔夫·舍德勒 | 4 / 15  | ▼ 5  | ▼ 第2位 | 反對派     |
| 1930年    | 威廉·貝克       | 0 / 15  | ▼ 4  | ━ 第2位 | 議會外     |
| 1932年    | 威廉·貝克       | 2 / 15  | ▲ 2  | ━ 第2位 | 反對派     |

## 延伸閱讀
- Geiger, Peter.  1st. Zürich: Liechtenstein-Institut（英语：Liechtenstein Institute）. 1997. ISBN 3-906393-28-3 （德语）.